# Сандрик

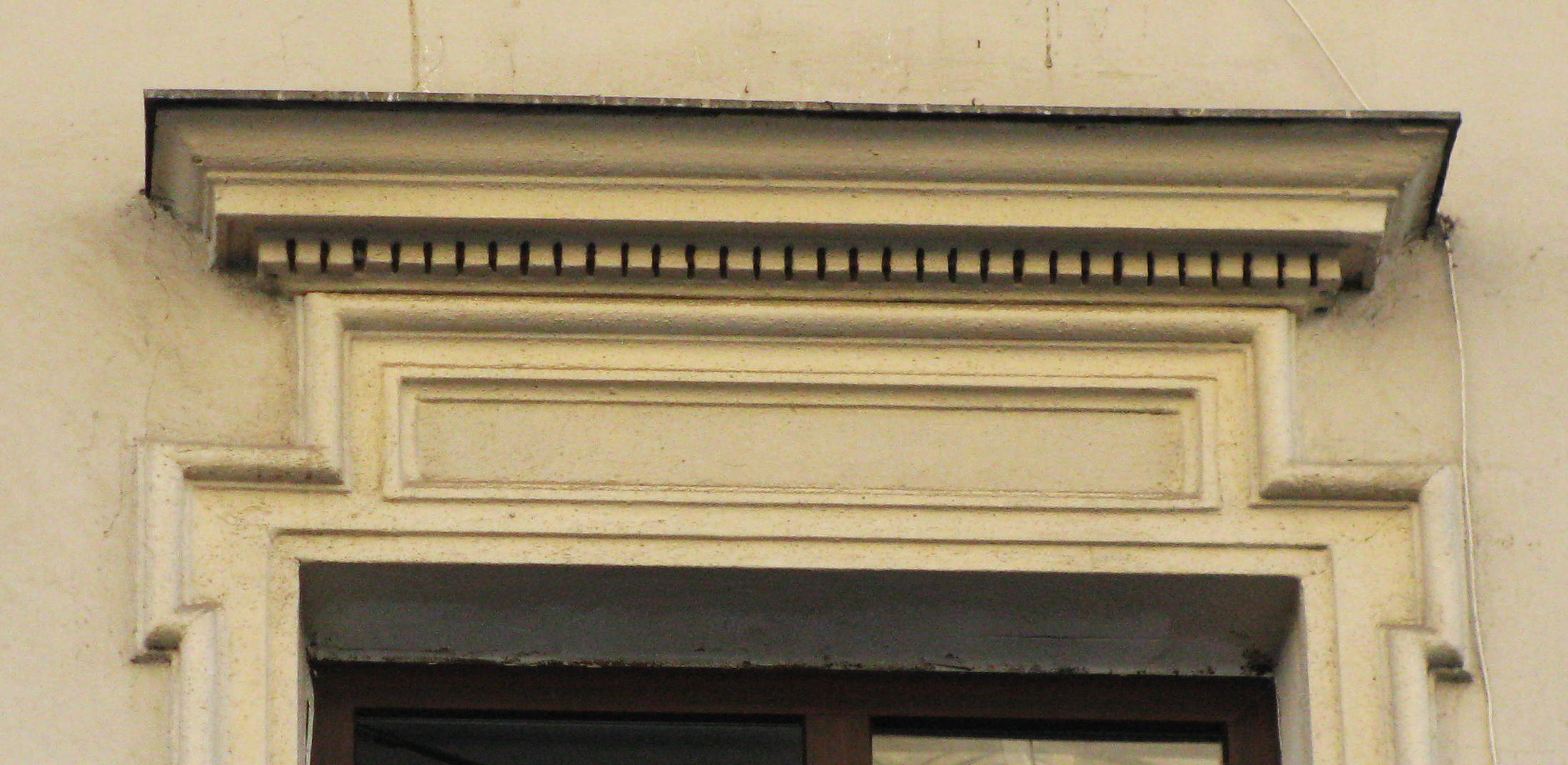
Сандрик прямий

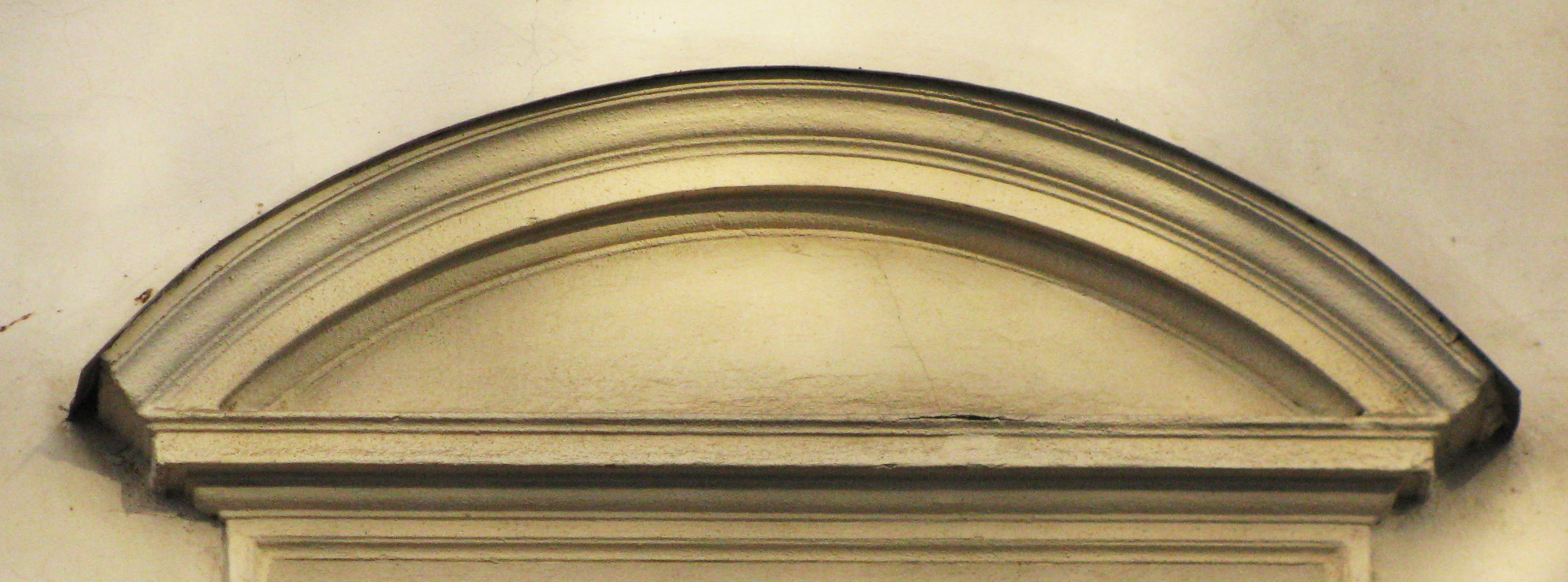
Сандрик лучковий

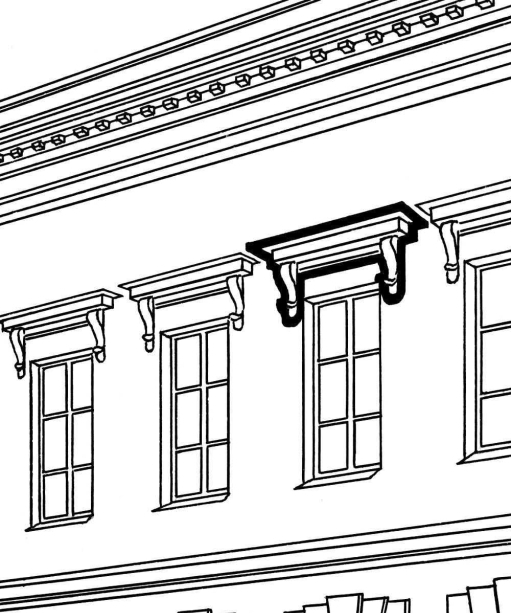
Сандрик на кронштейнах

С́андрик — невеликий карниз часто з фронтоном над вікном чи дверима.
Спочатку сандрик слугував для захисту вікон та дверей від дощу. З часом він переродився з простого виступу над вікном у складну конструкцію з фронтоном, на якому могли розміщувати ліпні композиції. Сандрик часто підтримують два кронштейни.
Види сандриків:
- Сандрик прямий  — у вигляді простого карниза
- Сандрик лучковий — має фронтон дугоподібної форми
- Сандрик трикутний — з трикутним фронтоном